# Zoológico de Malaca
El Zoológico de Malaca (en malayo: Zoo Melaka) es un parque zoológico de 22 hectáreas situado cerca de la carretera Lebuh Ayer Keroh (Ruta Federal 143) en la ciudad de Ayer Keroh en el estado de Malaca, en el país asiático de Malasia. Más de 1200 animales de 215 especies se encuentran en el zoológico de Malaca. Es el segundo parque zoológico más grande de Malasia detrás del Zoológico nacional de Malasia (Zoológico Negara). En 2007, en plena campaña de "visita Malasia", el zoológico de Malaca fue visitado por 619.194 personas, la cifra más alta jamás registrada.